# Ianire
Pour la Néréide, voir Ianira.
Ianire ou Ianira (en grec ancien Ἰάνειρα / Iáneira) est, dans la mythologie grecque archaïque, une Océanide, fille d'Océan et de Téthys citée par Hésiode dans sa liste d'Océanides.Une des Néréides partage le même nom.

## Famille
Ses parents sont les titans Océan et Téthys. Elle est l'une de leur multiples filles, les Océanides, généralement au nombre de trois mille, et a pour frères les Dieux-fleuve, eux aussi au nombre de trois mille. Ouranos (le Flot) et Gaïa (la Terre) sont ses grands-parents tant paternels que maternels.